# Young Mountain
Young Mountain è il primo album in studio gruppo musicale statunitense This Will Destroy You, pubblicato nel 2005.
Il disco ha lanciato la band a livello mondiale e alcuni brani in esso contenuti sono stati utilizzati in film come The International.

## Tracce
1. Quiet – 4:53
2. The World Is Our ____ – 7:07
3. I Believe In Your Victory – 6:32
4. Grandfather Clock – 2:37
5. Happiness: We're All In It Together – 8:36
6. There Are Some Remedies Worse Than the Disease – 6:18

Traccia bonus nella riedizione del 2018
1. Sleep